# Mark 54
O Mark 54 Lightweight Torpedo (anteriormente conhecido como Lightweight Hybrid Torpedo , ou LHT ) é um torpedo de guerra anti-submarino (ASW) padrão de 324 mm usado pela Marinha dos Estados Unidos .

## Operadores
- Marinha Real Australiana

Em outubro de 2010, a Austrália encomendou mais 200 torpedos. 
- Marinha do Brasil

Em dezembro de 2020, o Departamento de Estado dos EUA aprovou por US$ 70 milhões, a venda para o Brasil de 22 kits de conversão de torpedos leves Mk 54 para os torpedos Mk 46 Mod 5A já em operação nos helicópteros S-70B da Marinha do Brasil , além de treinamento auxiliar, exercícios e peças de reposição de manutenção.
- Marinha Real Canadense
- Real Força Aérea Canadiana

Em maio de 2019, o Canadá solicitou 425 kits leves de conversão de torpedos Mk 54, além de peças sobressalentes auxiliares de treinamento, exercício e manutenção. Essa aquisição permitirá que o Canadá atualize seu estoque atual de torpedos Mk 46. Espera-se que os torpedos leves Mk 54 sejam usados nas fragatas da classe Halifax da Marinha Real Canadense e na aeronave CP-140 Aurora da Força Aérea Real Canadense. Os torpedos também estão planejados para serem implantados a partir dos helicópteros marítimos CH-148 .  Em 17 de maio de 2019, o Departamento de Estado dos EUA aprovou a venda no valor de US$ 387 milhões (C$ 514 milhões em 2019.) De acordo com a Política de Benefícios Industriais e Tecnológicos do Canadá, o Canadá negociou um acordo de compensaçãocom a Raytheon antes de assinar o acordo final para alavancar empregos e benefícios econômicos no Canadá. 
- Marinha Indiana

Em junho de 2011, foi relatado que a Índia receberá 32 torpedos leves Mk 54 All-Up-Round e equipamentos associados, peças, treinamento e suporte logístico por um custo estimado de US $ 86 milhões através do programa de vendas militares estrangeiras do governo dos EUA para P -8I LRMP. 
- Armada do México

No início de 2018, o Departamento de Estado dos EUA aprovou a venda de torpedos Mark 54 para a Marinha Mexicana , que os implantará de suas novas fragatas de design da classe Sigma , a primeira das quais está sendo construída em conjunto com a empresa holandesa de construção naval Damen Schelde Naval Construção naval .  Em abril de 2018, o Departamento de Estado dos EUA autorizou a venda de mais 30 torpedos Mark 54 para a Marinha Mexicana , que podem ser transportados em helicópteros MH-60R , que a Marinha Mexicana planeja encomendar em um futuro próximo.
- Marinha Real Neerlandesa

Em 2018, a Marinha Real Holandesa adquiriu torpedos MK 54 através do processo de Vendas Militares Estrangeiras.
- Marinha Real Britânica

Em janeiro de 2018 foi anunciado que a aeronave P-8 Poseidon a ser operada pela RAF transportará o Mk 54.
- Marinha dos Estados Unidos